# 동천초등학교 (울산)
동천초등학교는 대한민국 울산광역시 북구에 있는 공립 초등학교이다.

## 학교 연혁
- 1999. 03. 01 농서초등학교에서 분리 개교(33학급) / 초대 김종무 교장 취임
- 2000. 03. 01 ~ 2002. 02. 28 교육부, 에너지관리공단 후원
- 2000. 03. 01 ~ 2002. 02. 28 울산광역시교육청지정 에너지 절약 시범학교 운영
- 2000. 09. 01 제2대 송호경 교장 취임
- 2002. 09. 01 ~ 2004. 08. 31 울산광역시교육청지정 교육행정정보시스템 시범학교 운영
- 2004. 03. 01 제3대 김갑룡 교장 취임
- 2006. 09. 01 제4대 이수춘 교장 취임
- 2009. 07. 14 거점영어교육센터 개소 / 동천관 개관
- 2010. 02. 08 거점치료지원센터 개소
- 2010. 03. 01 제5대 김순하 교장 취임
- 2010. 12. 28 교육과학기술부 영어교육 리더학교 선정
- 2011. 03. 01 ~ 2013. 02. 28 울산광역시교육청지정 저작권교육 연구학교 운영
- 2012. 09. 01 제6대 최인수 교장 취임
- 2014. 02. 21 제13회 졸업(졸업생: 122명, 졸업생 누계: 3,916명)
- 2014. 03. 01 제7대 오명숙 교장 취임
- 2014. 03. 01 34(특수3)학급 편성
- 2015. 02. 13 제14회 졸업(졸업생:122명, 졸업생누계: 4,038명)
- 2015. 03. 01 제8대 박동출 교장 취임

## 참고 자료
- 동천초등학교 - 한국교육학술정보원 학교알리미